# 銚子市消防本部
銚子市消防本部（ちょうしししょうぼうほんぶ）は、千葉県銚子市の消防部局（消防本部）。管轄区域は銚子市全域。

## 概要
- 消防本部：銚子市唐子町３７１－２
- 管内面積：83.87km2
- 職員定数：116人
- 消防署1カ所、分署２カ所
- 主力機械（2018年4月1日現在）
  - 普通消防ポンプ自動車：4
  - 水槽付消防ポンプ自動車：2
  - はしご付消防自動車：1
  - 化学消防自動車：1
  - 高規格救急自動車：3
  - 救助工作車：1
  - 資機材搬送車：１
  - 広報車：1

## 沿革

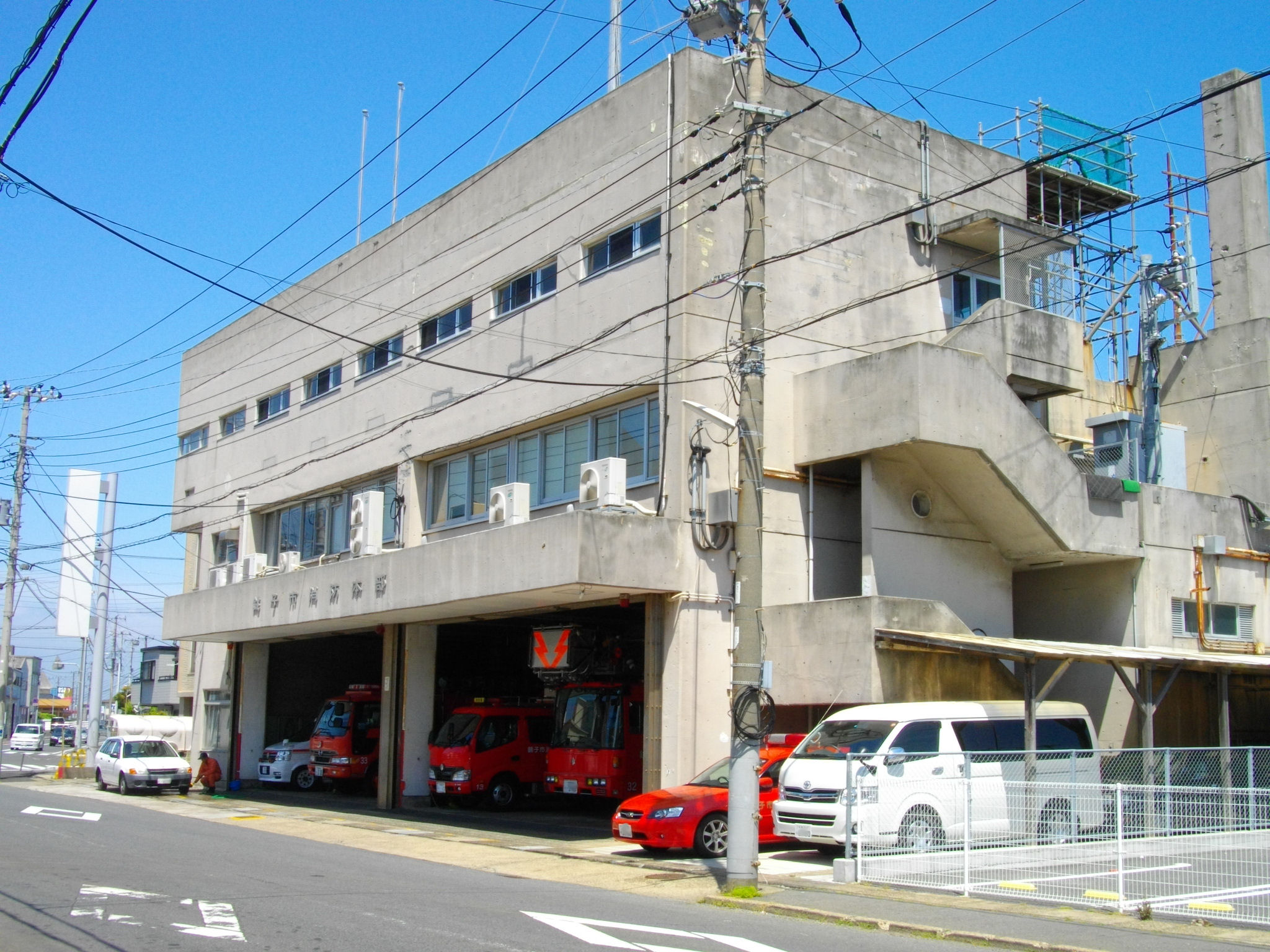
旧庁舎（新生町）

- 1949年1月1日　銚子市消防本部・銚子市消防署を設置する。
- 1951年4月1日　消防署に救急自動車を配置し救急業務を開始する。
- 1953年2月10日　海上分遣所を設置する。
- 1953年12月18日　東部分遣所を設置する。
- 1955年3月3日　高神分遣所を設置する。
- 1960年3月17日　西部分遣所を設置する。
- 1968年12月13日　本署に屈折はしご付消防ポンプ自動車を配置する。
- 1971年9月1日　消防本部・消防署庁舎を新築する。東部分遣所を廃止する。
- 1971年11月1日　消防本部に課制を導入する。
- 1978年3月31日　高神分遣所を新築する。
- 1979年11月19日　本署にはしご付消防ポンプ自動車を配置する。
- 1983年3月15日　海上分遣所を移転新築する。
- 1985年1月24日　本署に化学消防ポンプ自動車を配置する。
- 1988年3月30日　西部分遣所を移転新築する。
- 1990年2月28日　本署に救助工作車を配置する。
- 1990年3月1日　西部分遣所で救急業務を開始する。
- 1995年3月3日　本署に高規格救急自動車を配置する。
- 1995年10月1日　救急救命士業務の運用を開始する。
- 2002年7月1日　消防隊による救急支援活動を開始する。
- 2007年4月1日　海上分遣所で救急業務を開始する。
- 2013年4月1日　ちば消防共同指令センターの運用開始。
- 2016年12月27日　本署に資機材搬送車を配置。
- 2017年1月24日　消防本部・消防署庁舎を移転新築する。

【参考文献：消防年報 平成30年度版（銚子市消防本部）】

## 組織
- 本部－消防総務課、予防課
- 消防署－庶務班、予防班、警防班、機械班、救助班、救急班、通信情報班

## 消防署
| 消防署       | 住所        | 分署                                  |
| ------------ | ----------- | ------------------------------------- |
| 銚子市消防署 | 唐子町371-2 | 東部：小畑町7334-1 西部：野尻町1834-2 |